# ProjectLibre
ProjectLibreは、オープンソースで開発されたプロジェクト管理ソフトウェアである。Microsoft Projectの完全な代替を目指している。
Javaを基盤として開発され、Microsoft Windows、Linux、macOSなど様々なプラットフォームをサポートする。ファイル形式は、Microsoft Project 2003～2010までのmpp形式のファイルに対応している。

## 歴史
2012年6月22日、OpenProj創設者のマークとローレントは、開発が停止してしまっているOpenProjのメジャーアップデート版として、ProjectLibreの開発を行っていることを発表した。
2012年8月31日、最初のベータ版をリリース、2012年10月15日に最初の正式版をリリースした。バージョン番号はOpenProjから継続したため、最初のバージョンは1.5である。

## 主な機能
- ガントチャート
- 作業分解構造図（WBS）
- ネットワーク図（PERT）
- リソース管理・コスト管理